# Tanyptera hubeiensis
Tanyptera hubeiensis är en tvåvingeart som beskrevs av Yang 1988. Tanyptera hubeiensis ingår i släktet Tanyptera och familjen storharkrankar. Inga underarter finns listade i Catalogue of Life.